# Portable Object Adapter
Portable Object Adapter (POA) - объект CORBA отвечающий за разделение обработчика вызова на серверной стороне в удалённый объект и его обслуживающий сервис (servant). Объект делается доступным для удалённых вызовов, в то время как обслуживающий сервис содержит методы, которые реально обрабатывают запросы. Обслуживающий сервис для каждого объекта может быть выбран как статически (единоразово), так и динамически (для каждого удалённого вызова), в обоих случаях позволяя перенаправление запроса на другой сервер.
На серверной стороне POA формируют древообразную структуру, где каждый POA отвечает за обслуживание одного или более объектов. Ветви этого дерева могут быть независимо подключаемы/отключаемы, иметь различный код местонахождения и активации обслуживающего сервиса и разные политики обработки запросов.